# Homoki macska

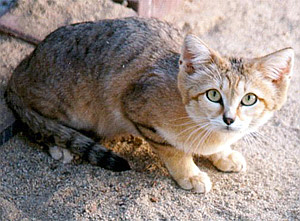

A homoki macska vagy margaritamacska (Felis margarita) az emlősök (Mammalia) osztályának ragadozók (Carnivora) rendjébe, ezen belül a macskafélék (Felidae) családjába tartozó faj.
A fajt Victor Loche (1806–1863) francia természettudós fedezte fel a Szaharát átszelő útja során 1855-ben.  Nevét Jean-Auguste Margueritte kapitány (1823–1870) tiszteletére kapta, aki ekkor, az akkor még Franciaországhoz tartozó Algériában dolgozott és az expedíció vezetője volt.

## Előfordulása, élőhelye
A homoki macska elszórtan elhelyezkedő, kis területeken él Észak-Afrikában, Izraelben, az Arab-félszigeten, Pakisztánban, Iránban és Üzbegisztánban. A homoki macska veszélyeztetett faj. E macskafaj élőhelye általában a sivatagos és félsivatagos területekre korlátozódik, de esetenként előfordul a környező bozótos területeken is.

## Alfajok
Korábban a homoki macskának ennyi alfaját ismerték el:
- Felis margarita airensis – Niger
- Felis margarita harrisoni – Arab-félsziget
- Felis margarita margarita – Észak-Afrika, Szahara
- Felis margarita meinertzhageni – Szahara
- Felis margarita scheffeli – Pakisztán
- Felis margarita thinobia – Irán

Azonban 2017-ben a Macska Szakértői Csoportjának a Macskaspecialista munkacsoportja a meglévő információkat áttekintve arra jutott, hogy a morfológiai különbségek alapján a fajnak csupán két alfaja van, melyek a következők:
- szaharai homoki macska (Felis margarita margarita) - kisebb méretű és sárgásabb bundájú, melyet foltok vagy csíkok tarkítanak; kizárólag Észak-Afrikában található meg.
- turkesztáni homoki macska (Felis margarita thinobia) - nagyobb termetű, kisebb foltokkal és sötétebb szürkésebb bundával; Nyugat-és Közép-Ázsia területén él.[2]

## Megjelenése
Az állat fej-törzshossza 43-52 centiméter, farokhossza 23-31 centiméter. A hím testtömege 2,1-3,4 kilogramm, a nőstényé 1,5-3,1 kilogramm.
A macska bundája homokszínű. Háta sötétbarnás színezetű; testalja, lábainak hátsó része, valamint pofájának nagy része világos bézs vagy fehér. Farkát kicsit sötétebb gyűrűk övezik.
Füle oldalt helyezkedik el a fején, így az állat nem látszik ki, amikor egy-egy szikla mögött lapulva leselkedik zsákmányára. Nagyon rövid lábával a homoki macska mély tartásban tud járni és vadászat közben könnyen le tud lapulni. Talpát két centiméter hosszú szőrökből álló párna fedi; a macska így biztosan meg tud állni a lábán a száraz, laza homokon, s a párna védi a talpát a forró talajon.

## Életmódja
A homoki macska magányos állat, a párok csak a párzási időszakban találkoznak majd néhány hét után megint elválnak egymástól.
Nyáron a nappali hőség miatt szívesebben szerzi be táplálékát az éjszaka hűvösében, télen azonban gyakran kénytelen nappal vadászni, ugyanis ilyenkor éjszaka nagyon hideg lehet. Tápláléka igen változatos, mindenféle kis termetű zsákmányállatot elfogyaszt. Főbb táplálékforrásai a rágcsálók, a kis termetű sivatagi madarak, melyeket álmukban kap el, de étrendjének legnagyobb részét hüllők alkotják. A táplálékának körülbelül 70 százalékát gyíkok, 10 százalékát madarak és 15 százalékát rágcsálók teszik ki. Néha akár a mérgeskígyókat is megtámadja, bundája olyan sűrű, hogy a méregfogak nem tudnak áthatolni rajta, egyetlen sebezhető pontja az orra. A kígyók táplálékának nem több mint 5 százalékát teszik ki, ugyanis ritkán találkoznak velük.
A homoki macskák legfeljebb 8 évet élnek a természetben, de sokuk ennél jóval korábban elpusztul az emberi behatások, például a vadászat miatt.

## Szaporodása

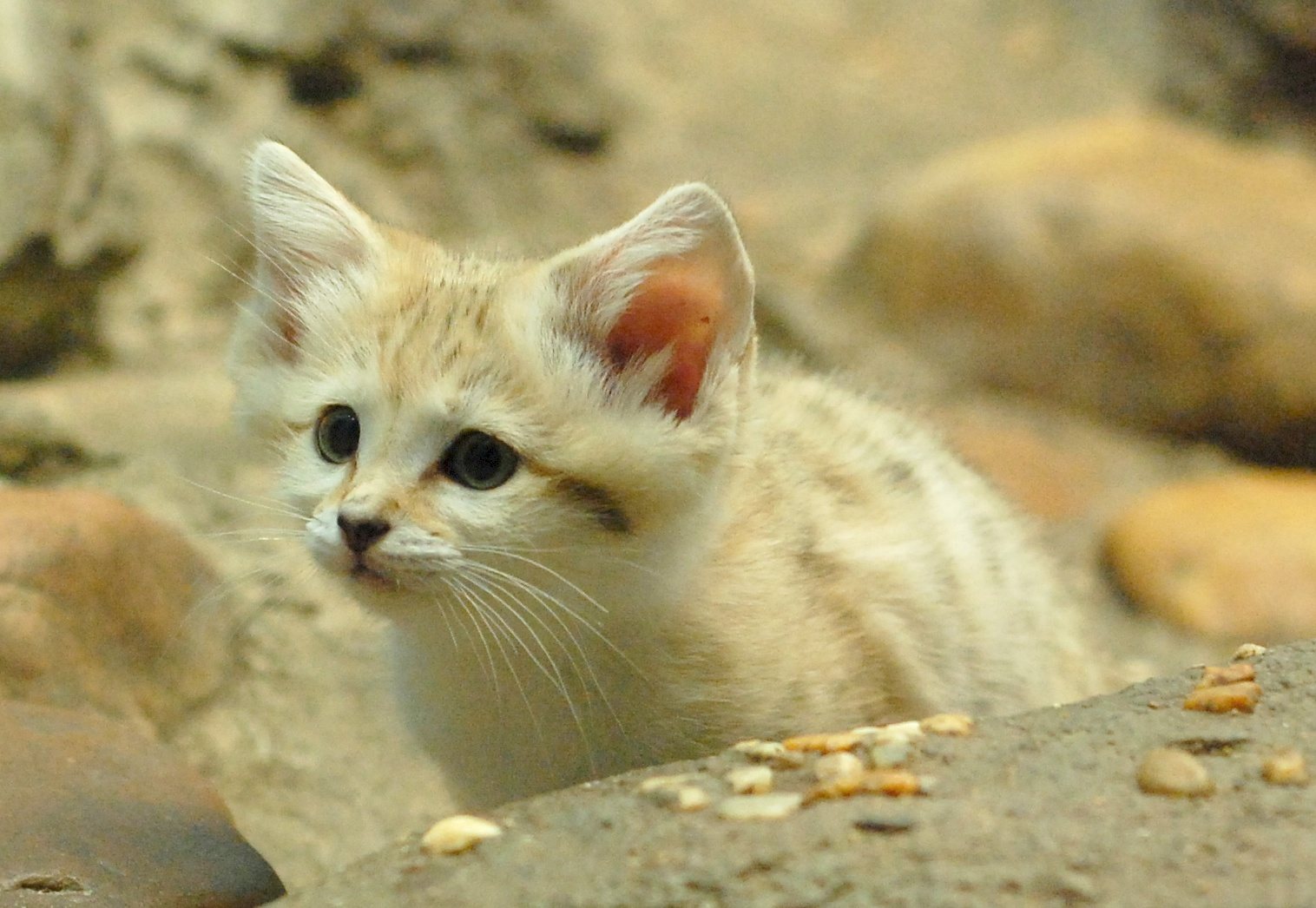
Kölyök

Az ivarérettséget körülbelül egyéves korban éri el. A hím ekkor elindul egy tüzelő nőstény területére, ahol megtermékenyítheti azt. A párzási időszak március–április között van, amikor a hímek elkezdik bejárni a nőstények territóriumát megjelölve annak területét. Ha két hím egyazon területre ér, harc nélkül döntik el, hogy kié a nőstényekkel való párzás joga.
A vemhesség 63-66 napig tart, ennek végén 2-5 kölyök jön a világra, az utóbbi időkben azonban az tapasztalható, hogy kevesebb utód születik, feltételezhetően a természetkárosító emberi hatások miatt. Születésükkor a kölykök még vakok, de már van szőrük, és tömegük 50-60 gramm. A szemük körülbelül két hét múlva nyílik ki. Ahogy növekednek, sötét mintájú bundájuk egyre jobban kifakul. 3-4 hónapos korukra önállóvá válnak. Ám csak kevés kölyök éli meg a ivarérett kort, az alom fele éhen hal vagy más ragadozók áldozataivá válnak mielőtt felnőnének.

## Természetvédelmi helyzete

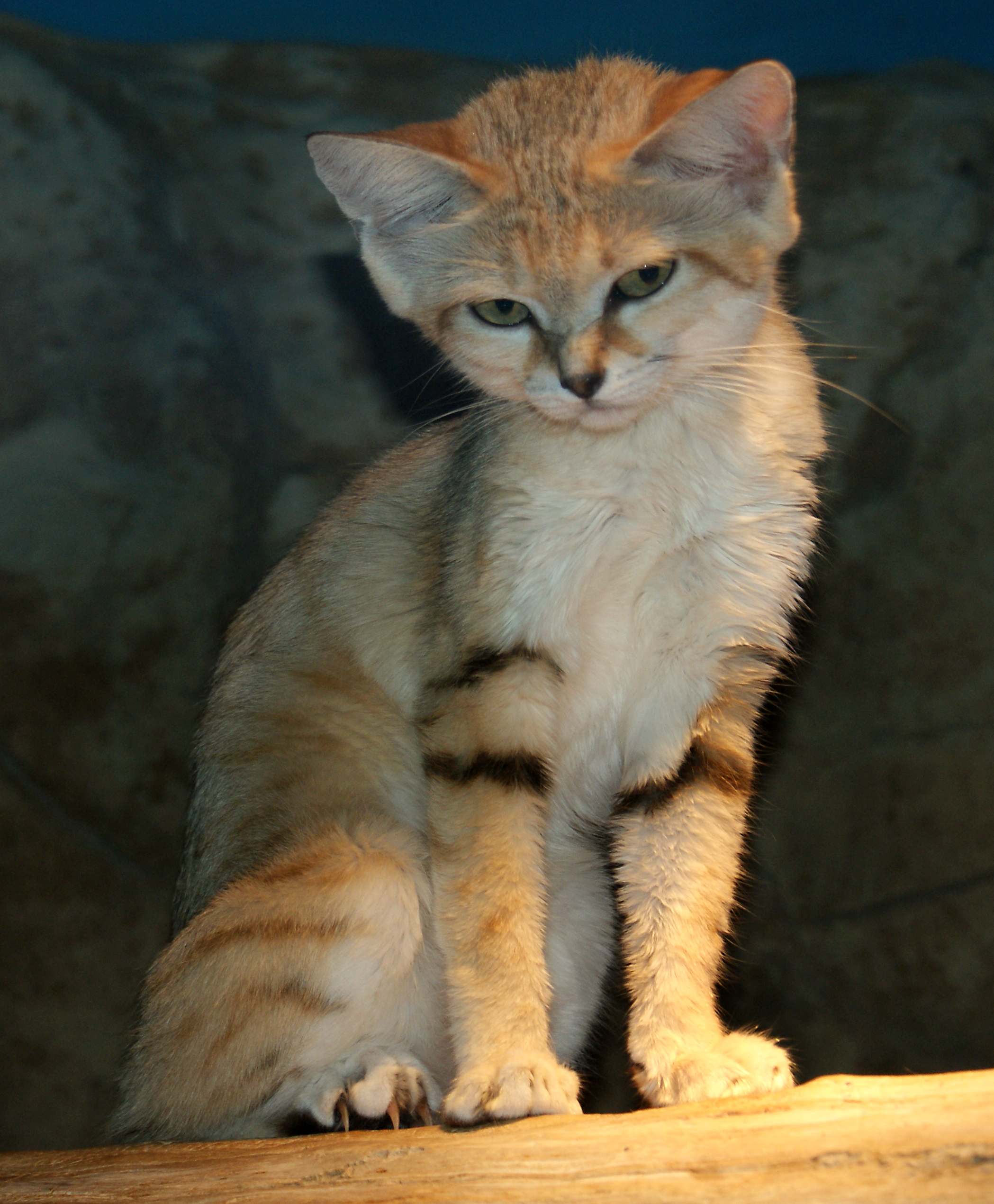
Állatkerti példány

Korábban a homoki macskának nem sok problémája volt az emberi jelenléttel. Élőhelyein nem élt nagyobb létszámú emberi népesség. Az iszlám vallás szerint a homoki macska útitársa volt Mohamed prófétának és lányának sivatagi vándorlásaik során, ezért elejtése tilos volt, még akkor is ha olykor-olykor kárt tett a háziszárnyasokban. Mára ezen tilalmak érvénye részben vagy egészben elkopott. Ezért sokat ejtettek el, és ejtenek el mai is. Szőrméjéből sapkát készítenek, de csupán sportcélból is levadásszák. Hobbiállatként való tartás céljából befogják őket. Az élőhelyein zajló különböző fegyveres konfliktusok, mint az Öbölháború is okozhatott állománycsökkenést.
Mindezek ellenére még viszonylag gyakori faj. A Természetvédelmi Világszövetség állománybecslése alapján valamivel kevesebb, mint 50 000 egyede élhet. Ezért a „mérsékelten veszélyeztetett” kategóriába sorolják. A faj jövője azon múlik, hogy sikerül-e megakadályozni az illegális orvvadászatot és ezzel segíteni egyedszámuk növekedését. Ha a védelmük mértéke nem változik, a homoki macska végveszélybe is kerülhet a közeljövőben. Állatkertek próbálkoznak a faj szaporításával, egyelőre nem sok sikerrel.

## Fordítás
- Ez a szócikk részben vagy egészben  a   Sand Cat című angol Wikipédia-szócikk ezen változatának fordításán alapul.  Az eredeti cikk szerkesztőit annak laptörténete sorolja fel. Ez a jelzés csupán a megfogalmazás eredetét és a szerzői jogokat jelzi, nem szolgál a cikkben szereplő információk forrásmegjelöléseként.